# 深く潜れ〜八犬伝2001〜
『深く潜れ〜八犬伝2001〜』（ふかくもぐれ はっけんでんにせんいち）は、2000年にNHKで放送されたテレビドラマ。主演は鈴木あみ。
NHK総合テレビジョン（地上波）では、2000年10月3日から12月12日まで毎週火曜日23:00 - 23:45に、「ドラマDモード」で放送された。
BS2では、2000年10月3日から10月14日に集中放送された。

## 概要
当時としては非常に珍しく、長崎県長崎市の端島（通称・軍艦島）にて大がかりなロケーションが行われた。観光客の上陸許可（2009年）以前の軍艦島の様子が多く映し出されている。
鈴木あみにとってはドラマ初主演作。テリー伊藤の怪演、千原ジュニアの好演、小西真奈美のミステリアスな妖演が際立つ。
当時も今もまだ馴染みが薄い前世やソウルメイトなどの精神世界をテーマに扱った異色作。

## イントロストーリー
ソフトボール部に所属する井上香美は、どこにでもいる普通の女子高生だった。ある日練習中に怪我をした香美は、それ以来周囲の仲間たちへの疎外感を抱く。そんな香美に近付いてきたのが、クラスメートの阿保朋子だった。「私たち、前世で恋人同士だったんだよ」阿保は香美に言う。クラス中の嫌われ者だった阿保だったが、なぜか彼女が気になる香美。そして香美は、阿保と手を取り合って廃墟を駆け抜けるという夢をみる――。

## 登場人物

### ソウルメイト
強い絆と使命で結ばれ共通の前世を持つ7人のソウルメイト
井上香美（いのうえ こうみ）〈19〉
演 - 鈴木あみ
短大生で平凡な少女。高校卒業後は阿保と暮らしている。
阿保朋子（あぼ ともこ）〈19〉
演 - 小西真奈美
香美の親友。
及川正人（おいかわ まさと）〈23〉
演 - 千原浩史（千原兄弟）
大阪出身のフリーター。兄を溺愛する母を憎んでいる。
及川昭人（おいかわ あきと)〈26〉
演 - 千原靖史（千原兄弟）
正人の兄。会社の上司とうまく行かず退社し引きこもる。
田淵祥子（たぶち しょうこ）〈25〉
演 - 天田貴子
恋人のコウくんに暴力を振るわれている。弥生とは犬猿の仲。
宮川弥生（みやかわ やよい）〈31〉
演 - 猫田直
母の愛情をうけずに育った。現在妊娠中。
野崎翼（のざき つばさ）〈9〉
演 - 明石亮太朗
小学生。

### 謎の男
小田一（おだ はじめ）〈51〉
演 - テリー伊藤
前世セラピスト。小田一は偽名。その他に木村孝という偽名も使用。本名は南雲喜一。

### 井上家
井上克彦（いのうえ かつひこ）
演 - 三田村周三（第1話・第5話・第9話）
香美の父でサラリーマン。
井上陽二（いのうえ ようじ）
演 - 郭智博（第1話・第5話）
香美の弟で高校生。
井上真理子（いのうえ まりこ）〈45〉
演 - 高橋惠子（第1話・第5話 - 最終話）
香美の母。4人家族で香美の独立後は夫と息子と三人で暮らしている。

### その他
野崎翼の祖父
演 - 仲谷昇（第2話・第7話）
霊魂。孫の翼につきまとっている。
野崎歩美
演 - 芦川よしみ（第2話・最終話）
翼の母で女優。
コウくん
演 - 戸田昌宏（第1話・第3話・第4話・第7話・最終話）
祥子の恋人。
木村の隣人
演 - 田中要次（第6話）
小泉
演 - 京本政樹（第7話）
南雲美恵子
演 - 永島暎子（第9話）
工員
演 - 石井光三（第9話）

## あらすじ
第１回「再会」
ごく平凡な高校生だった香美の日常は、同じクラスの周囲から孤立した同級生・アボこと阿保朋子と親しくなることで大きく変わる。2001年、夏。
謎の前世セラピストの小田一に誘われ、アボと共に前世を確認するという無人島ツアーへと向かう…。
第２回「ソウルメイツ」
それぞれの前世を探すためにセラピーをこなしてゆく７人…。ささいなことから「帰りたい」と言い出す祥子に、「それは困る」と小田は言う。
その真意とは、この７人がソウルメイトだからと言う。
「君たち７人はソウルメイトなのです！非常に強い絆と使命で結ばれたソウルメイトなのです！」
第３回「覚醒」
小田が放った言葉に衝撃を受ける７人。さらにツアーに来てからの、アボの冷淡な態度が香美を不安にさせる。そんな中、翼が、続いて弥生が「覚醒」する。
そして帰りの船を一同待つが、約束の時間になっても船は現れなかった。
第４回「傷」
早く帰りたい皆に対し、横暴な物言いをするセラピストの小田。そんな小田に祥子は殴り掛かり大暴れする。その行動の裏には彼女のトラウマが潜んでいた。
DVの被害を彼から受けていたのだった。船がようやく到着し、皆は帰京の途へ向かおうと乗り込むがアボがいつまで経っても現れずにいた。
時間は過ぎ波も高くもう時間制限いっぱいの所まで来る。そして香美はこう言い放った「私、ここに残る」と。
第５回「喪失」
アボを探して島に残った香美だが、とうとう彼女を見つけ出すことはできなかった。１ヶ月後、東京に戻った香美は、短大で授業を受けているが空虚な毎日を過ごしていた。
一方、無人島での仲間たち＋犬のタロの面々は、小田の事務所に集まり、前世の話に終始していた。
第６回「仮面」
ある日アルバイトで配達のピザを持って瀟洒な高級住宅の玄関のチャイムを慣らした香美の前に現れたのは、なんとチャイナドレスを着たアボであった。
しかしどこかが違う。以前は見たことがないような格好、しかも雰囲気も違う。別人のようなアボとの再会で混乱する香美。
第７回「目 眩(めまい)」
「裏切ったんです……ブラックが裏切ったんです」
衝撃のアボの発言。８人目の仲間「ブラック」とは何なのか、誰なのか？そもそも「ブラック」は本当に裏切ったのか？
そんな中、ついに正人も奇妙な夢を見てしまい、眠りから冷める。
「ブラック」とはそもそもなんなのか、それは前世でこの仲間たちを裏切り殺した張本人、それが「ブラック」だと覚醒した者たちが声を揃えて唱える。
だがそのブラックの特定までは至らず、それぞれがそれぞれのブラックを心に定めていた。
第８回「新生」
昭人は正人に「香美がブラックだ」と思っていることを打ち明けるが、正人に「ブラックはお前や！」と言い返されてしまう。
ショックで昭人は飛び降り自殺を図ろうとするが、間一髪の所で正人に助けられる。そんな中、香美はアボからの久しぶりの連絡が入る。あれ以来、香美とアボは疎遠になっていた。
指定された場所・小田の事務所に行くと、アボは黙って指を差した。その先にあったのは、服毒自殺を図った小田の変わり果てた姿だった。
さらに小田は数々の偽名を使い、詐欺セラピストとして活動していたことを知る。そして本当の名は木村だと知る。
第９回「迷宮」
突然帰らぬ人となった小田こと木村の死体の捨て場所を探す香美たち。その最中に、弥生が突然産気づき、なんとか赤ん坊は生まれたのだが、今度は木村の死体が行方不明に……。
そしてまた木村とは偽名であって、本当の名は南雲だと知る。南雲もまた過去に深い心の傷を負う人生を送っていたことを皆は知る。そして一同は再びあの無人島へ向かう。
最終回「ゲットアップ」
ついに「あの島」に戻ってきた香美たち。香美は島の洞窟の中で仲間たちとはぐれ、彷徨ううちに南雲と再会する。「私たちを騙した！」と憤慨する香美に南雲は言う。
「インチキじゃない、必要な嘘です」その真意とは？その答えは後記の深層的なテーマにたどり着く。
そしてソウルメイトの7人はそれぞれの生活に戻っていく。翼はすっかりおじいちゃんの霊は見えなくなり、祥子はDV彼氏のコウくんと別れ、香美はOLとしての生活に戻り、阿保は花屋の従業員として働いていた。昭人は大阪へ帰り、正人は香美に告白したがフラれ宛てもない旅に出る。
「また来世でな！」
過去の前世でなく未来の来世という前向きな言葉を残して。
一方、小田こと南雲は詐欺セラピストとしてまた新たな7人を集めてこう叫んでいた。
「あなた達はソウルメイトなのです！」と……。

## ドラマにおける表層的テーマと深層的テーマ
～表層的テーマ～
前世を信じる7人の者たち、それぞれ現世での心のトラウマを抱えていた。彼ら彼女らは、前世を信じることによって、現在のトラウマを、大したことないことだと思い込みたい現実逃避から来る行動と考え方。それが前世という存在である。その前世を信じる人たちを退行催眠にかけるときのキーワードが「深く潜れ」。
～深層的テーマ～
よくあるパターンとして、前世を信じること＝否定。現世(現実)を信じること＝肯定。で、まとめるほど安易な結末ではない。
現実逃避をしていることが現実であり、人はなにかにすがって生きなければ生きていけない現実がある。
そのすがってるもののモチーフとして、小田を先頭に第１回で前世ツアーでみんなを連れて行った場所として登場する無人島。前世を思い出させる島・軍艦島である。
そこは小田こと木村こと南雲が炭坑夫として人生を謳歌してた頃の場所であり、その島も、島としての結末も儚い最後を迎えた。あれだけの島民が溢れ、世界一の人口密度を誇ら盛況と化してた島が今は朽ち果てた無人島と化した。まるで全てが無であり、全てが幻のように。
そう……人の人生なんて全て幻なのかもしれない。だからこそ、前世を利用して生き残れ。それぞれの人、己の幸せのために。

## スタッフ
- 作 - 神山由美子[1]、藤本匡介[1]
- 音楽 - おかもとだいすけ[1]
- 演出 - 大友啓史[1]、海辺潔[1]
- 主題歌 - tohko「PUZZLE...by the irony of fate...」（ポニーキャニオン）[3]
- 劇中歌 - THEE MICHELLE GUN ELEPHANT「深く潜れ」(1997年発売シングル「ゲット・アップ・ルーシー」収録。シングル曲は最終話サブタイトル「ゲットアップ」とも被っている)
- 製作 - 一井久司[1]、若泉久朗[1]

## 受賞歴
- 第27回ザテレビジョンドラマアカデミー賞
  - 新人俳優賞（鈴木あみ）

## 放送日程
| 話数   | 放送日         | サブタイトル   | 脚本                | 演出     |
| ------ | -------------- | -------------- | ------------------- | -------- |
| 第1話  | 2000年10月03日 | 再会           | 神山由美子 藤本匡介 | 大友啓史 |
| 第2話  | 2000年10月10日 | ソウルメイツ   | 神山由美子 藤本匡介 | 大友啓史 |
| 第3話  | 2000年10月17日 | 覚醒           | 神山由美子          | 大友啓史 |
| 第4話  | 2000年10月24日 | 傷             | 神山由美子 藤本匡介 | 大友啓史 |
| 第5話  | 2000年10月31日 | 喪失           | 神山由美子 藤本匡介 | 大友啓史 |
| 第6話  | 2000年11月07日 | 仮面           | 神山由美子 藤本匡介 | 海辺潔   |
| 第7話  | 2000年11月14日 | 眩暈（めまい） | 神山由美子 藤本匡介 | 海辺潔   |
| 第8話  | 2000年11月21日 | 新生           | 神山由美子 藤本匡介 | 海辺潔   |
| 第9話  | 2000年11月28日 | 迷宮           | 神山由美子 藤本匡介 | 海辺潔   |
| 最終話 | 2000年12月12日 | ゲットアップ   | 神山由美子 藤本匡介 | 海辺潔   |